# Habánská fajáns
Habánská fajáns, přesněji nazývaná novokřtěnecká fajáns, zaujímá ve vývoji keramické tvorby významné postavení v mnoha evropských zemích. Stala se také dobře známým pojmem v oblasti umělecké historie a sběratelství. Tvůrci této keramiky, po nichž dostala jméno, byli příslušníci náboženského hnutí novokřtěnectví. Později byli členové tohoto hnutí nazýváni habány.

## Historie výroby

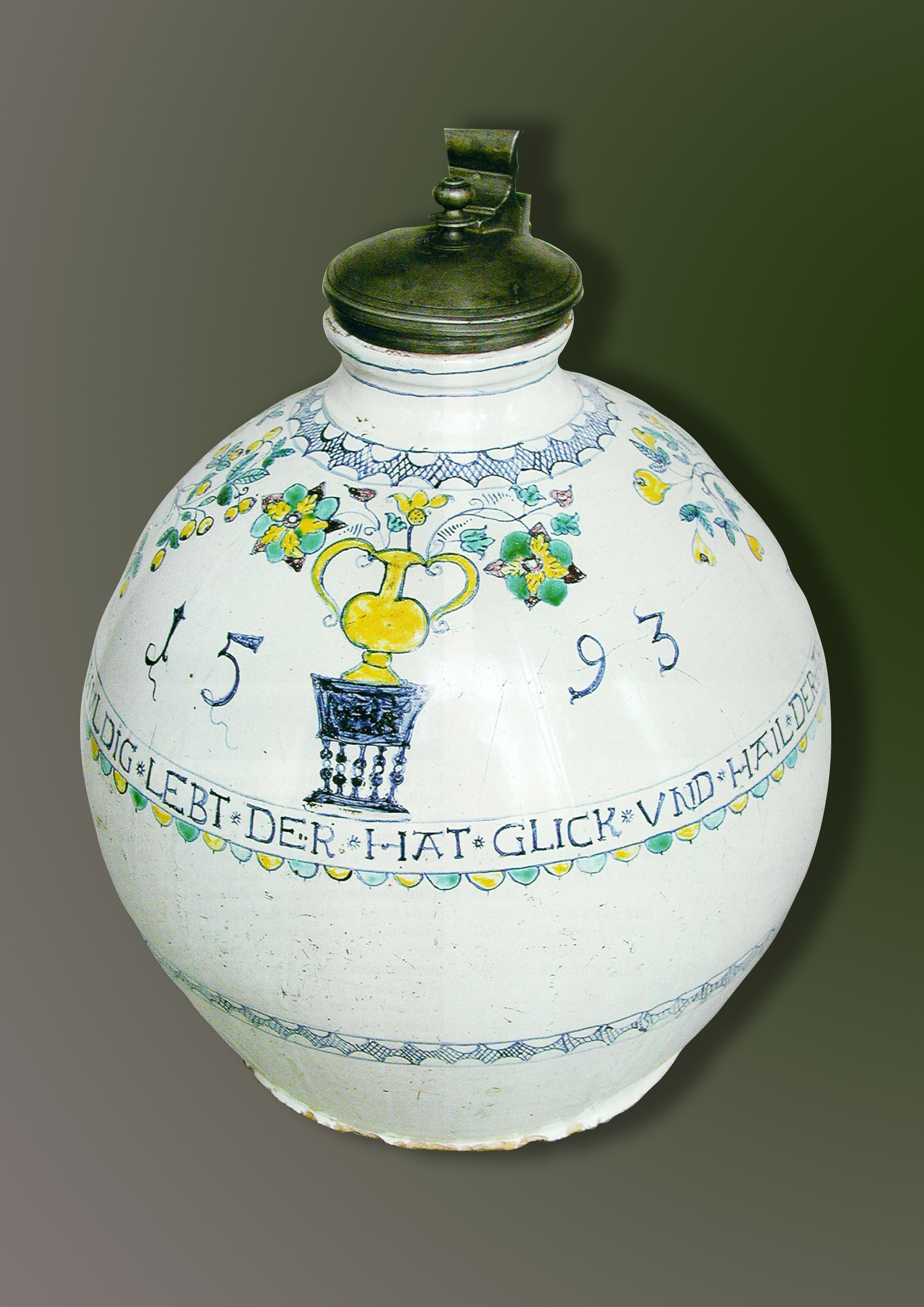
Džbán, 1593.

Fajánse jsou zhotoveny z jemné plavené hlíny a pokryty neprůhledným cíničito – olovnatým polevem.
Znalost této keramiky přišla do Evropy ve 13. století z blízkého Orientu prostřednictvím Španělska, odtud pak do Itálie, kde dosáhla jak po stránce výtvarné, tak i technické stupně klasické dokonalosti.
Po jednom z nejvýznamnějších vývozních středisek, Faenza, dostala tato keramika název fajáns.
Dlouho převládal názor, že potřebné technické znalosti výroby fajánse si novokřtěnci přinesli na Moravu z Itálie, kde výroba této ušlechtilé keramiky svou výtvarnou vyspělostí, tradicí i rozvojem předčila keramické umění ostatní Evropy. Avšak nejnovější archeologické výzkumy ukazují, že přímým zdrojem jejich inspirace bylo jižní Německo, kde již v 16. století byla technologie fajánsí známá. Odtud přicházelo mnoho příslušníků moravské obce novokřtěnců, kteří s rodnou zemí udržovali stálé styky.
Nejstarší období moravské novokřtěnecké fajánsové produkce zahrnuje práce z let 1590–1622. Z tohoto období se dodnes zachovalo asi sto kusů, převážně nádob, jež jsou nepatrným zlomkem původní produkce.
Prvotní produkce novokřtěneckých fajánsí směřovala výhradně do šlechtického prostředí a zámožným měšťanům. Od 18. století byla dostupná také zámožnějším příslušníkům selského stavu.
Prostřednictvím objednávek se fajánsové výrobky dostávaly na hrady a zámky nebo do měšťanských příbytků. V tomto původním prostředí se však uchovaly do současnosti pouze výjimečně. Od osmdesátých let 19. století se stal tento artikl žádaným předmětem sběratelského zájmu.
Z českých a slovenských sbírek lze za nejvýznamnější pokládat rozsáhlou privátní kolekci novokřtěneckých fajánsí diplomata Huga Vavrečky v Praze, dědečka bývalého českého prezidenta Václava Havla. Početně menší, avšak důležitou byla pražská sbírka akademického malíře Oldřicha Blažíčka. Z jeho sbírky pochází také dosud nejstarší známá novokřtěnecká fajáns, džbán z roku 1593.
Z českých nejdůležitějších institucionálních sbírek je nutno jmenovat především soubory zachované v Uměleckoprůmyslovém muzeu v Praze a v Moravské galerii v Brně.

## Výtvarný vývoj

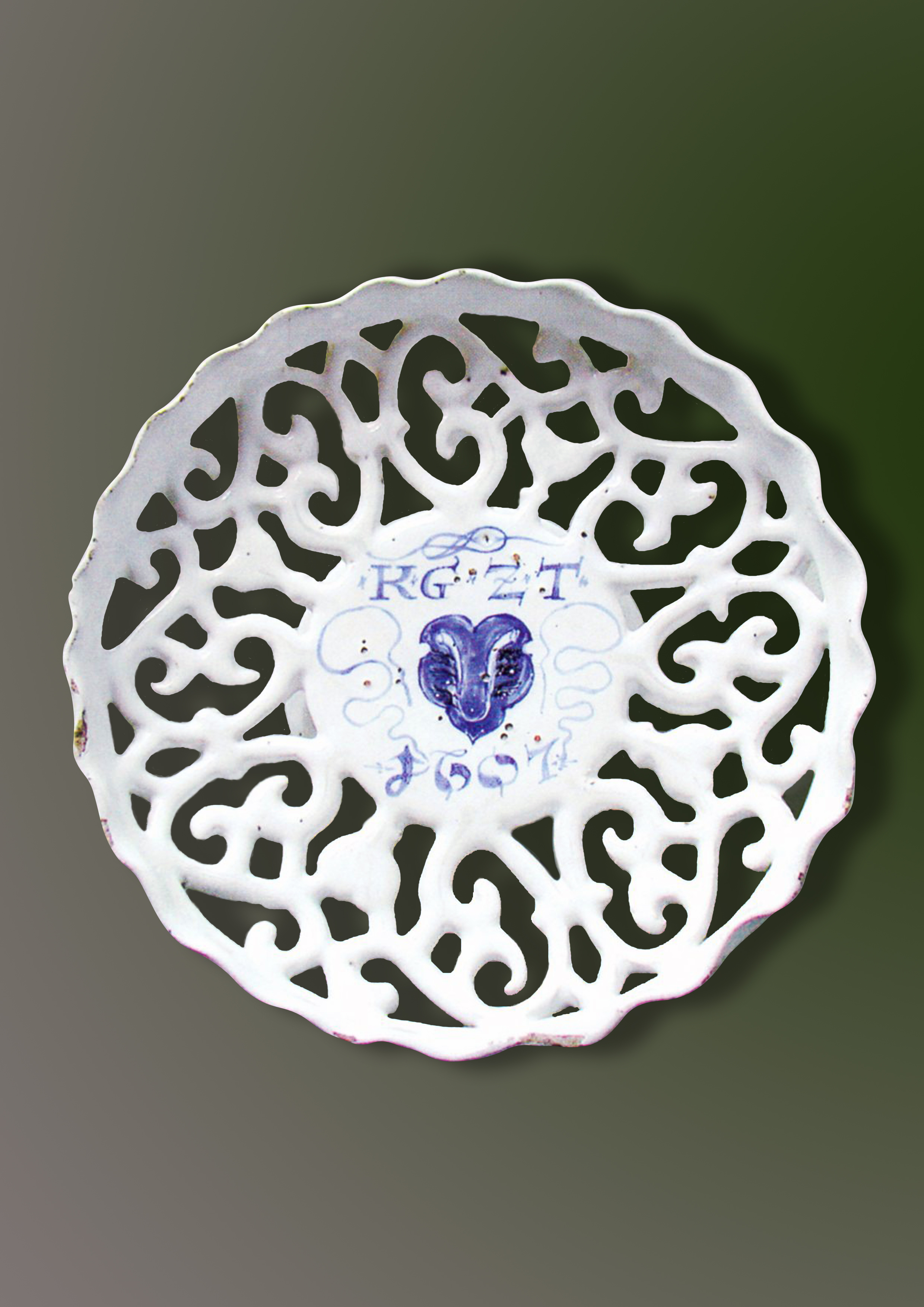
Podnos na nožce, 1607

Téměř všechny moravské novokřtěnecké fajánse nesou malířskou výzdobu, která se však svým rozsahem i barevným pojednáním záměrně omezovala jen na jemný doplněk zářivě bílého polevu, jemuž ponechávala hlavní výtvarnou funkci.
Barevná škála novokřtěneckých fajánsí byla založena na souzvuku čtyř základních barev – modré, žluté, zelené a fialově manganové, ze které se využívaly především velmi oblíbené světlé tóny.
Základním vodítkem pro určení časového období jsou datace přímo na výrobcích. Výrobky, které na sobě nesou jistý letopočet, byly většinou zhotovovány pro objednavatele, který si nechal zvěčnit toto datum, protože bylo pro něj důležité. Letopočet byl většinou zobrazován po stranách květinového dekoru nebo nad ním.
Po stránce námětové byla výzdoba raných fajánsí v podstatě dvojího druhu, které se však často vzájemně doplňovaly.
Jelikož fajáns sloužila k reprezentaci svých šlechtických majitelů, nesly jednotlivé kusy často erb a iniciály. Barevný přepis odpovídal možnostem keramické škály, často se však omezoval buď výhradně, nebo s převahou dominanty na modř kobaltového tónu. Příkladem toho je podnos na nožce z roku 1607, na jehož dně je šlechtický erb, nad ním monogram K.G.Z.T. (Kateřina Grynová z Třebomyslic) a pod ním letopočet.

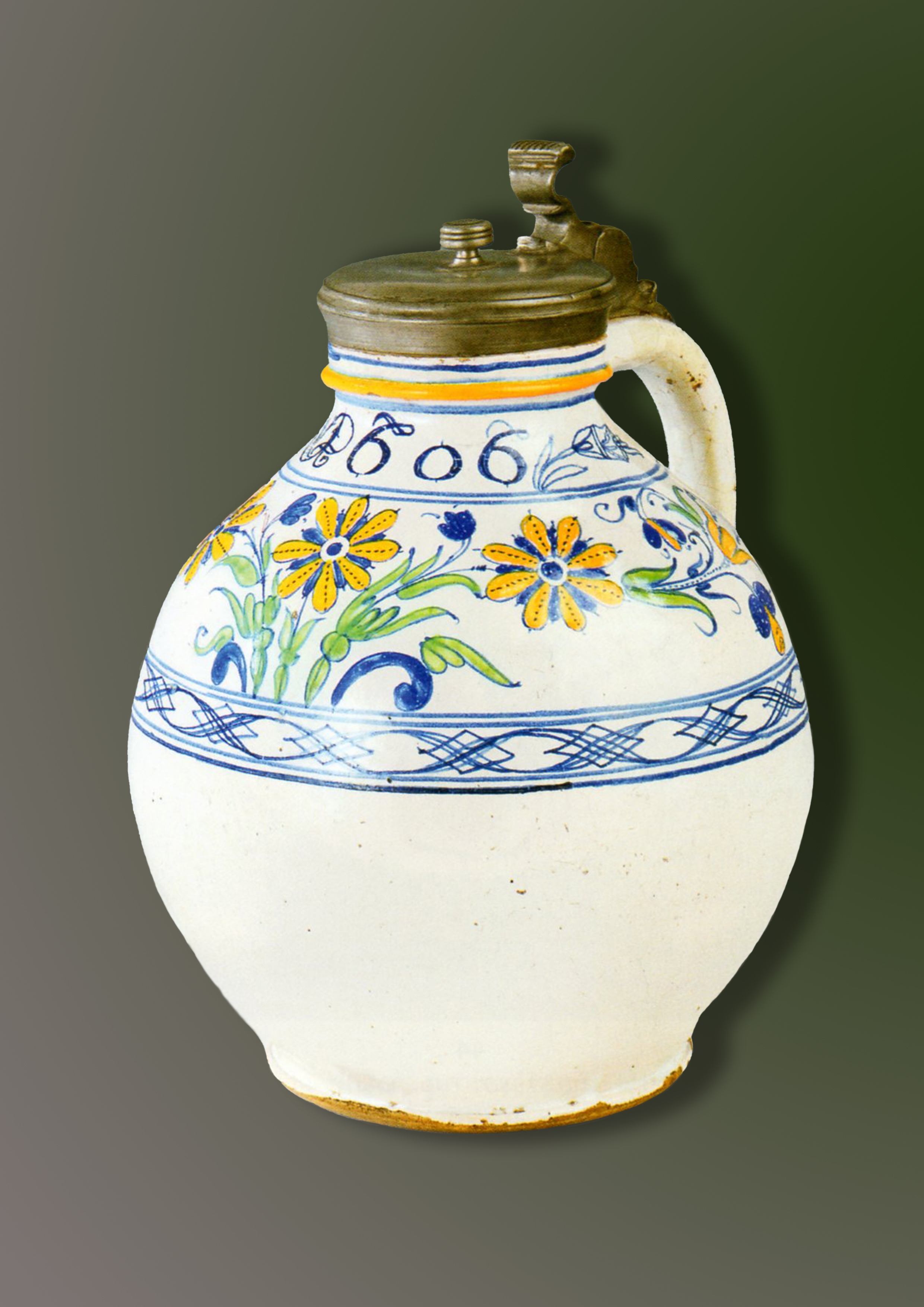
Džbán, 1606

Druhým, a to hlavním námětem výzdoby byl květinový ornament, jímž byly zdobeny jak nádoby vzniklé na objednávku, tak i kusy určené pro trh pro všechny zámožné vrstvy obyvatel, pro něž jediné byla fajáns cenově dostupná.
Zákonitým znakem květinového dekoru moravských novokřtěneckých fajánsí byla jeho zřetelná nezávislost na reálných přírodních tvarech. K nejoblíbenějším patřily mnohoplátečné jednořadé či víceřadé rosety, nabývající někdy tvaru větrné růžice, trojbobule, srdíčka, granátová jablka, karafiáty, svlačce, liliové květy s vyrůstajícím nosatým terčem nebo podkovovitým šlahounem asymetricky na jednom konci protaženým a rozšířeným v akantový list, tulipánové květy, vzniklé splynutím dvou vstřícných esovitých listů, později obepínající střední podélný či listový výběh. Příkladem fajánse nesoucí květinový dekor je džbán z roku 1606.
Toto úzké tematické vymezení vycházející z Bible bylo dáno zásadami novokřtěneckých obcí. Zapovídalo jim zobrazovat podobu živých tvorů, ať už lidí či zvířat. Tento zákaz byl patrně přísně dodržován, protože na žádné ze zachovaných fajánsí z nejstaršího období (1590–1622) se nevyskytují jinak v té době oblíbené figurální náměty. S prvními zapovězenými animálními motivy se setkáváme na dosud známých kusech až z roku 1662.
Od 60. let 17. století nastává totiž ve výzdobě novokřtěneckých fajánsí podstatný obrat. Soubor pevně stanovených zásad, jimiž se tehdy novokřtěnci téměř bez výjimky řídili, měl v sobě velké nebezpečí šablonovosti. Také dlouho přežívající pravidla byla pramenem konzervatismu. Oběma těmto nedostatkům nebyli novokřtěnci ochotni čelit, proto se v jejich výzdobě začínají vedle květinového dekoru objevovat i motivy figurální. Jejich proniknutí do novokřtěneckého výzdobného repertoáru bylo způsobeno poklesem do té doby zachovávané kázně a respektování novokřtěnecké věrouky. Nepochybně zde hrála významnou roli i otázka odbytu výrobků, jemuž dosavadní monotónnost výzdoby jistě nebyla k prospěchu.
Velmi významným zdrojem nových podnětů pro výzdobu novokřtěneckých fajánsí byla ve druhé polovině 17. století modře dekorovaná fajáns z Delft. Nový druh dekoru byl pod výhradním vlivem východoasijské keramické produkce, a to hlavně modře zdobeného čínského porcelánu dynastie Mingů z období císaře Wan-li (1573–1619).
V posledních desetiletích 17. století přibývá na novokřtěneckých fajánsích další výzdobný druh, a to modré mramorování na bílém polevu.

## Tvarosloví
Z původního tvarového bohatství moravských fajánsí se dodnes všechny druhy nezachovaly. Zvláště drobnější užitkové kusy propadly v průběhu staletích zkáze.
Věroučné zásady obce ovlivňovaly také formální stránku výroby. Novokřtěnecká strohost a střídmost v pojetí pozemského života vyloučila z tvarového repertoáru všechny předměty, u nichž by složka dekorativní převyšovala nad užitkovostí. Výslovně bylo zakázáno používání jakýchkoliv žertovných tvarů, a tak se s nimi v novokřtěnecké keramice nikdy nesetkáme.

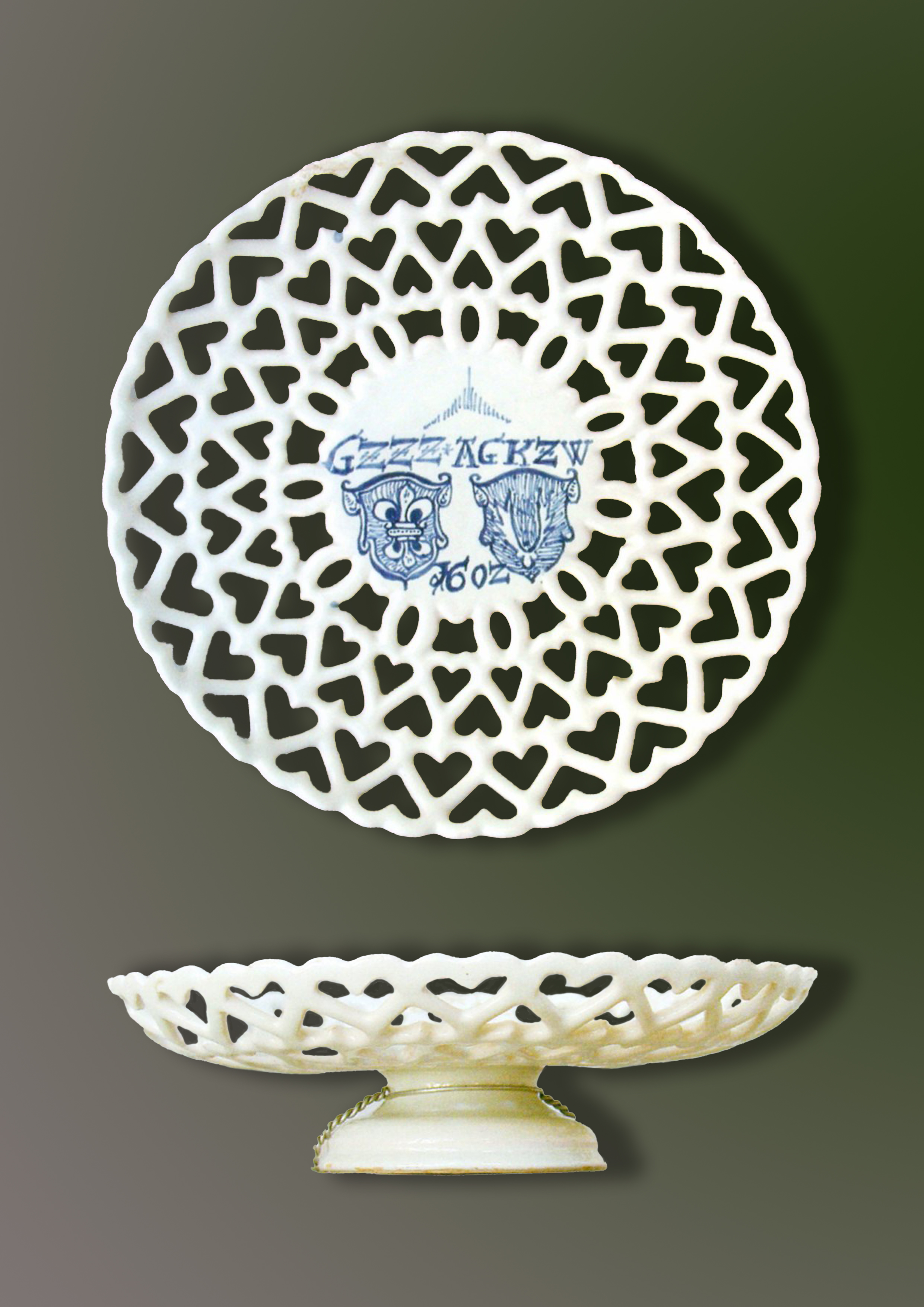
Podnos na nožce, 1602

Mezi hlavní tvary patří tzv. šály, jednodušeji nebo bohatě prolamované podnosy mírně miskovitě prohloubené, obvykle s nepatrně vypouklým nebo zvlněným plným kruhovým dnem, nesené nízkou zvonovitě rozšířenou nožkou. Takové podnosy na ovoce byly jednou z nejoblíbenějších fajánsových nádob šlechtických a také měšťanských domácností kolem roku 1600. Příkladem těchto šálů je soubor z hradu Buchlova vyrobený ku příležitosti sňatku Jiřího Zikmunda Prakšického ze Zástřizl a Alžběty Gedeonky Kotvrdovské z Volešničky z roku 1602. Dokladem výroby těchto šálů je archeologický výzkum dílny ve Vacenovicích, kde byly nalezeny matrice na výrobu těchto talířů.
K nejstarším a rovněž nejpočetnějším novokřtěneckým fajánsím patří baňaté džbány s válcovitým hrdlem, obvykle obepjatým ztužujícím reliéfním prstencem, z něhož na zadní straně vybíhá masivní obloukové ucho. Postupně džbány získávaly také melounovitý nebo tykvovitý tvar.
Novokřtěnecká albarella, nádoby na lékárenské masti, mají válcovitý, mírně projmutý plášť hladkého nečleněného profilu. Nízké, mírně zúžené hrdlo bylo kryto dobře zapadajícím víkem. Větším kusům byla po stranách přidána dvě plochá pásková ucha.
Z porýnské kameniny přejali novokřtěnci tvar válcové pinty neboli holby, mírně projmutého, vzhůru se zužujícího pláště, jež se začaly vyrábět pravděpodobně ve druhém desetiletí 17. století. V pozdější slovenské výrobě využívali hruškovitý tvar dutých nádob, který zůstal na Moravě vyhrazen pouze vzácným konvicím s mírně prohnutou trubkovitou výlevkou.
K početně zastoupeným moravským novokřtěneckým fajánsím náleží také nádoby ve tvaru ležícího soudku, neseného čtyřmi knoflíkovitými nožkami nebo dvěma podélnými podstavci. Sloužily jako nádržky na víno nebo pálenku.
Z dalších novokřtěneckých fajánsí je třeba ještě jmenovat talíře, objemné čtyřboké užitkové láhve na olej, láhve šestiboké a osmiboké, případně vejčitého tvaru, lavaba, korbele, mísy, misky, slánky a pepřenky, dlaždice, svícny a konvice.

## Nejstarší dílny na Moravě
Z písemných pramenů, dochované produkce a z archeologických výzkumů bylo doloženo 12 center výroby novokřtěneckých fajánsí z období let 1593–1620. Jsou to Dambořice, Kobylí, Ostrožská Nová Ves, Podivín, Pouzdřany, Stará Břeclav, Strachotín, Šakvice, Tavíkovice, Trstěnice, Vacenovice a Žádovice. Co do objemu výroby zaujímá jednoznačné prvenství dílna z Vacenovic. Po dlouholetém výzkumu zde byla v roce 2006 objevena hrnčířská vypalovací pec o délce 6,5 metru. Velikost této pece dokládá, že Vacenovice byly zřejmě největším střediskem výroby novokřtěnecké fajánse na Moravě. Následuje dílna ve Strachotíně a následně dílna v Tavíkovicích.
Novokřtěnecké fajánse se staly po stránce technické i výtvarné základem vznikající moravské a slovenské lidové keramiky.

## Galerie

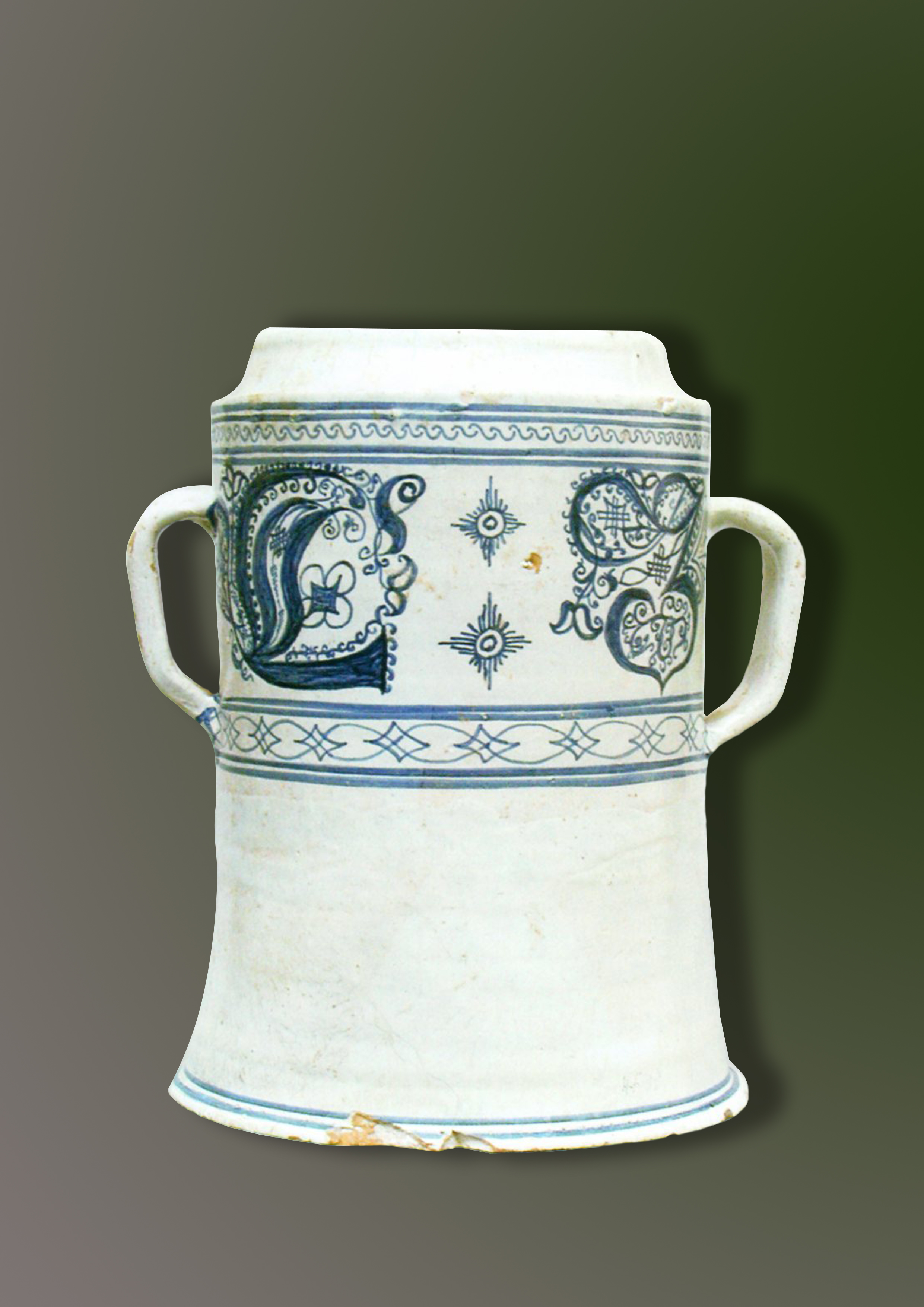
Albarello, 1598.
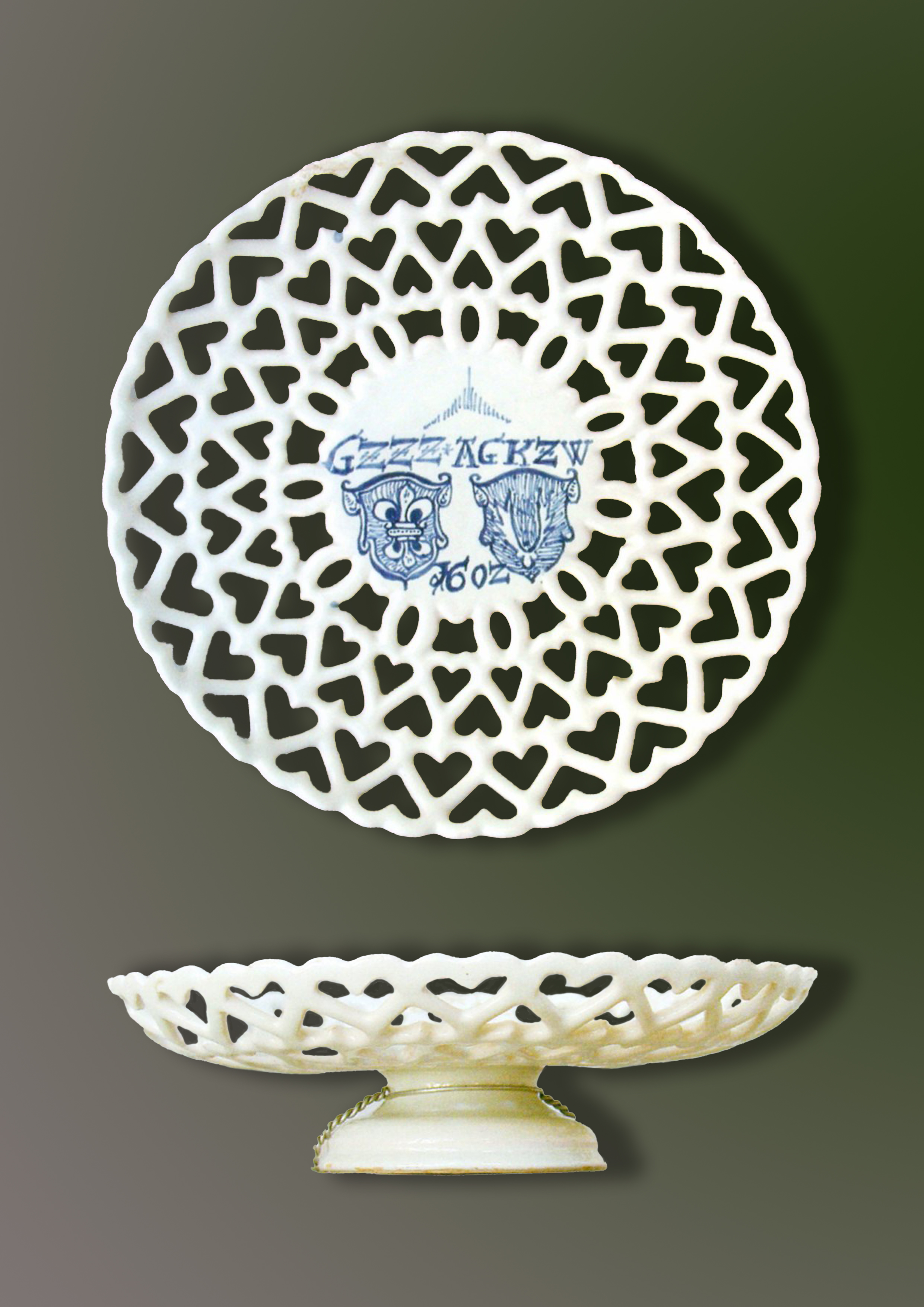
Podnos na nožce, 1602.
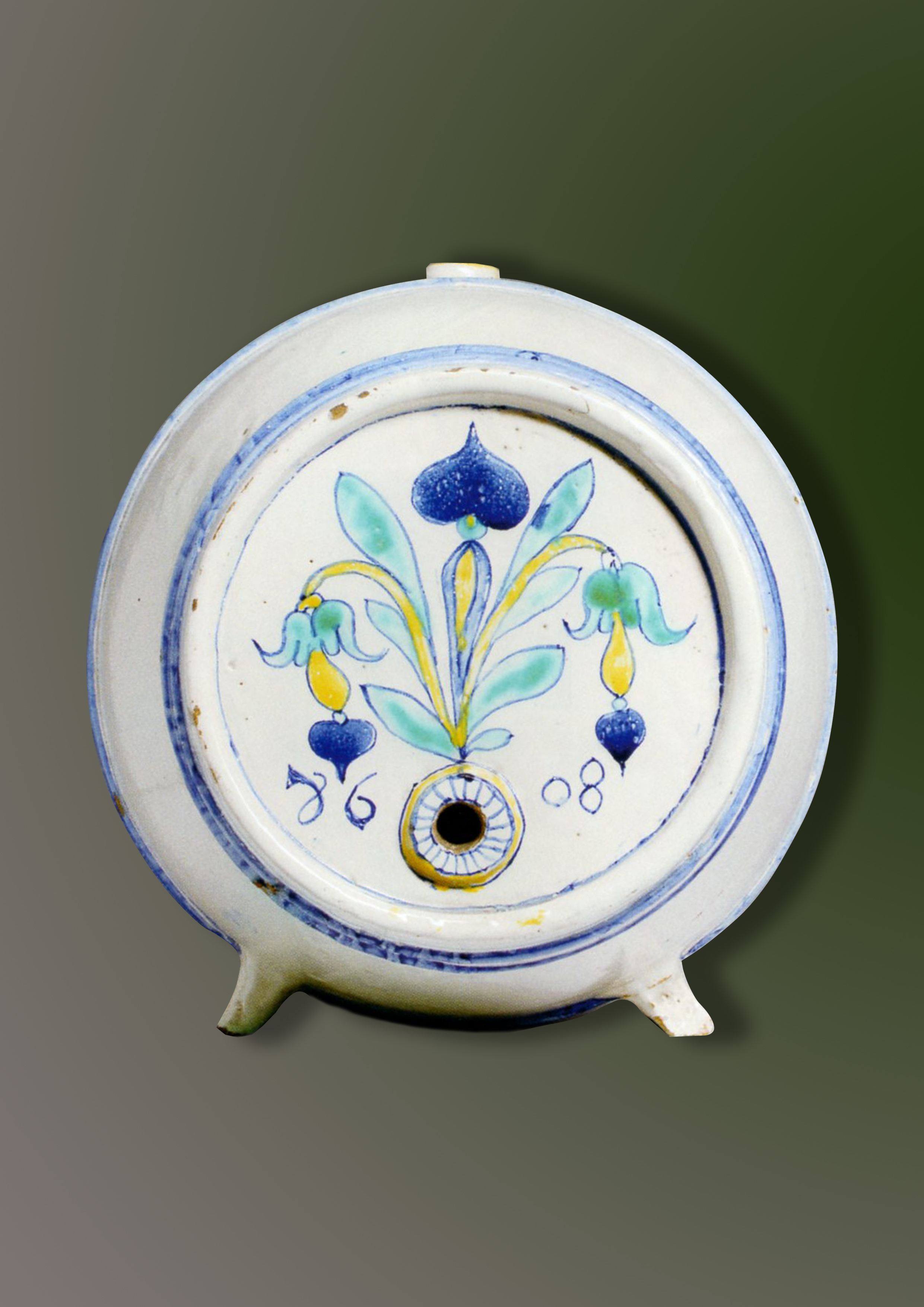
Soudek, 1607.
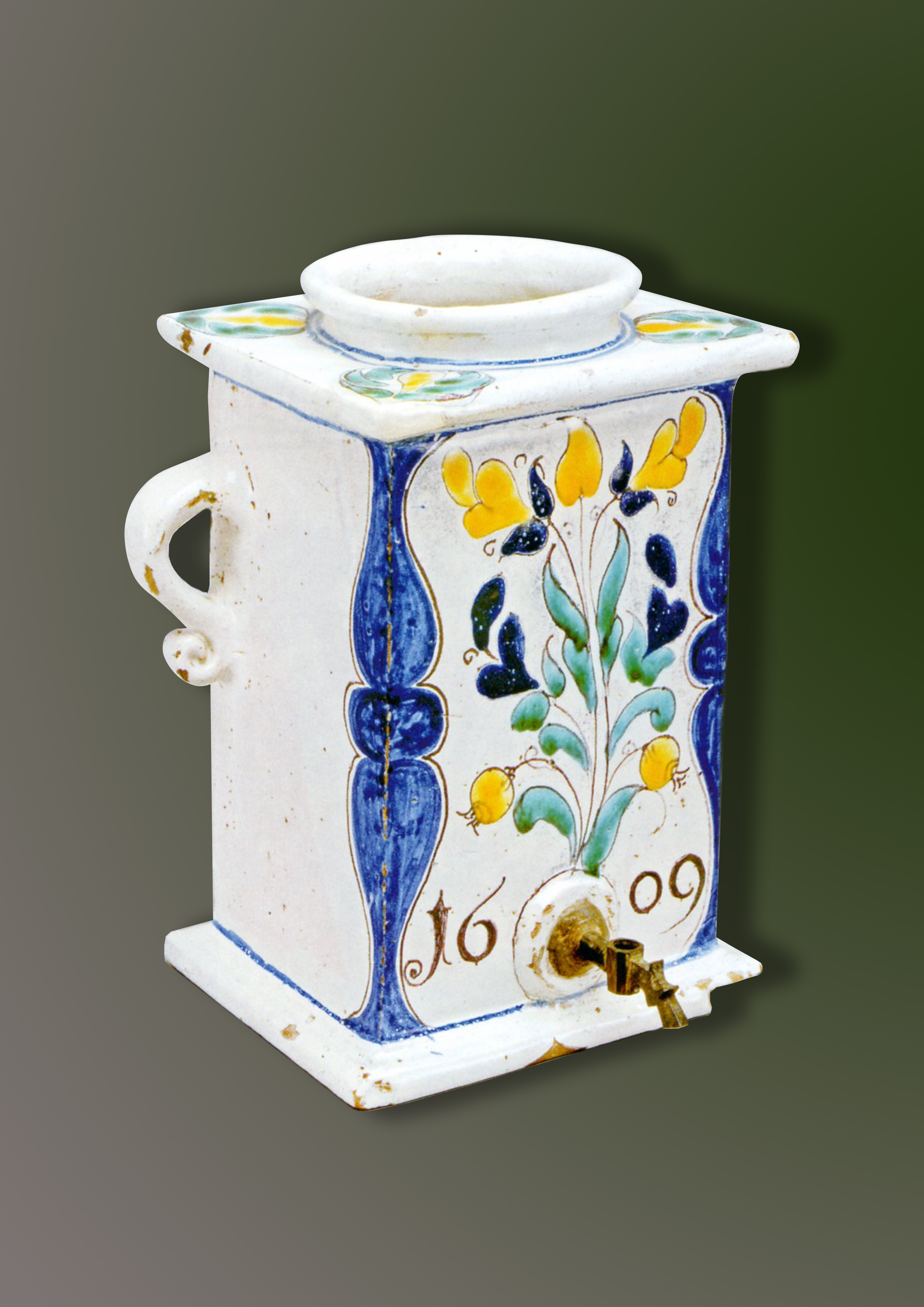
Lavabo, 1609.
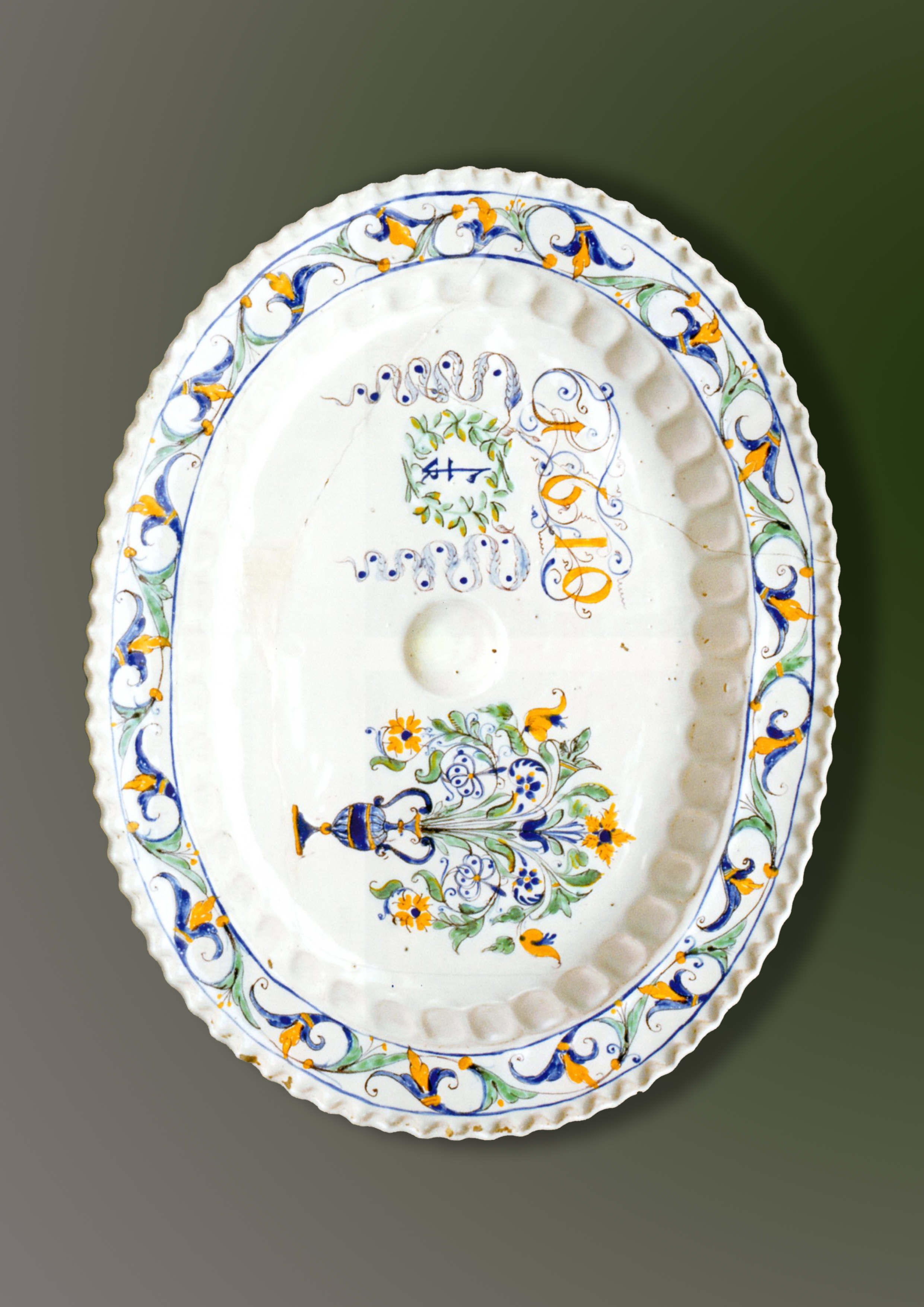
Mísa, 1610.
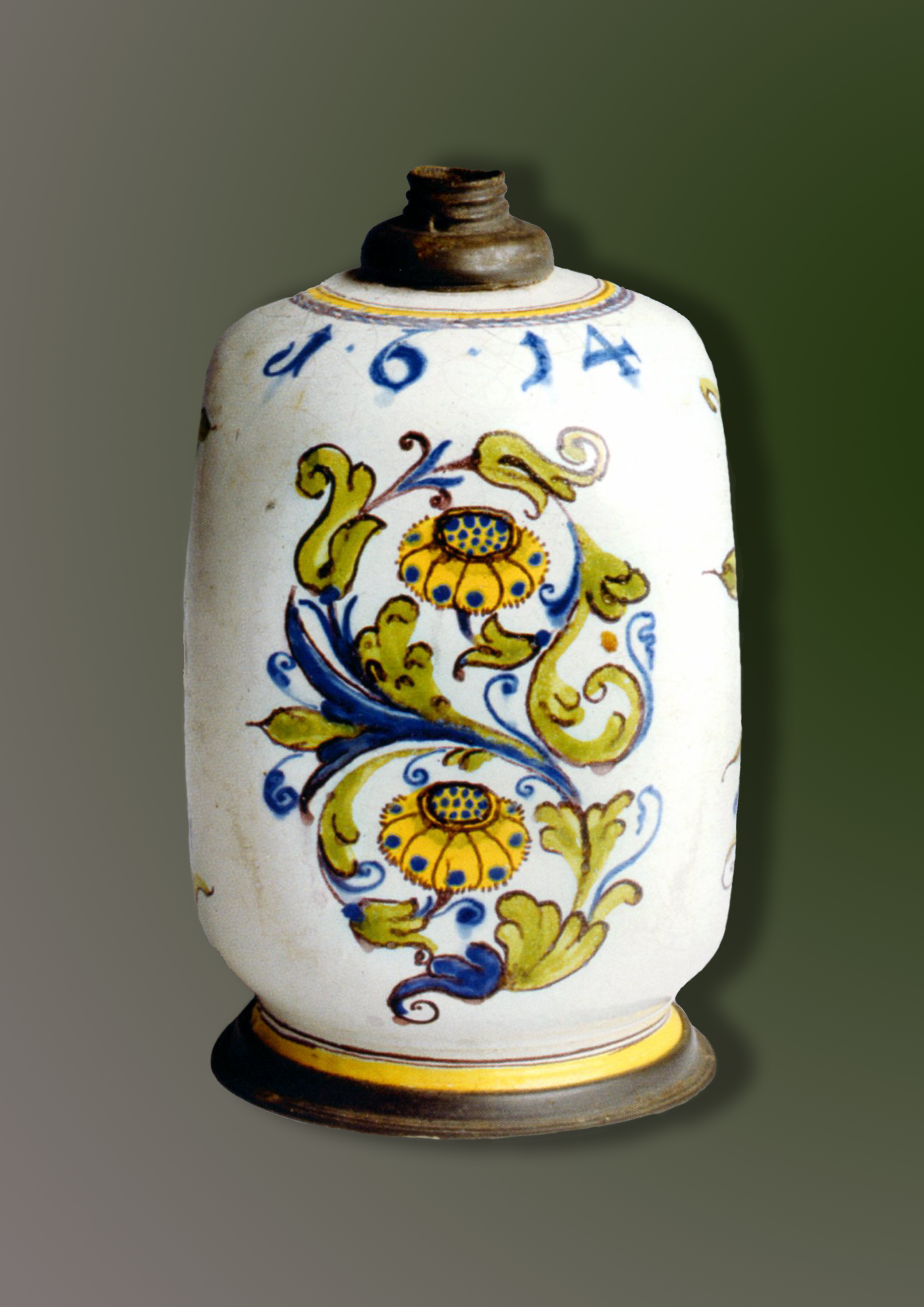
Láhev, 1614.
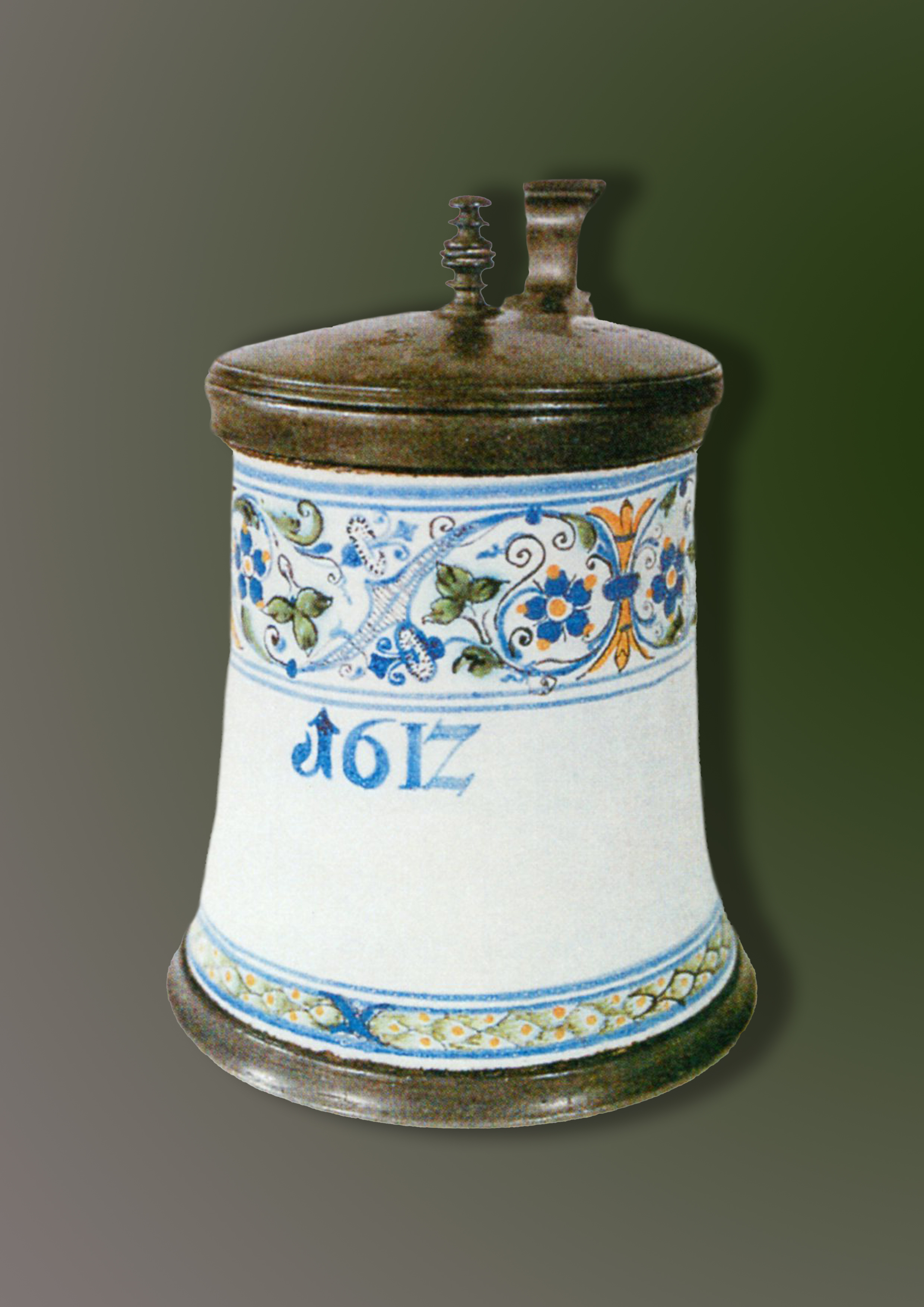
Holba, 1617.